# Будково (Смоленская область)
Будково — деревня в Смоленском районе Смоленской области России. Входит в состав Катынского сельского поселения. Население — 5 жителей (2007 год). 
Расположена в западной части области в 16 км к западу от Смоленска, в 3 км севернее автодороги А141 Орёл — Витебск, на берегу реки Катынка. В 4 км южнее деревни расположена железнодорожная станция Вонлярово на линии Москва — Минск. 

## История
В годы Великой Отечественной войны деревня была оккупирована гитлеровскими войсками в июле 1941 года, освобождена в сентябре 1943 года. 